# ナースィル・ムハンマド

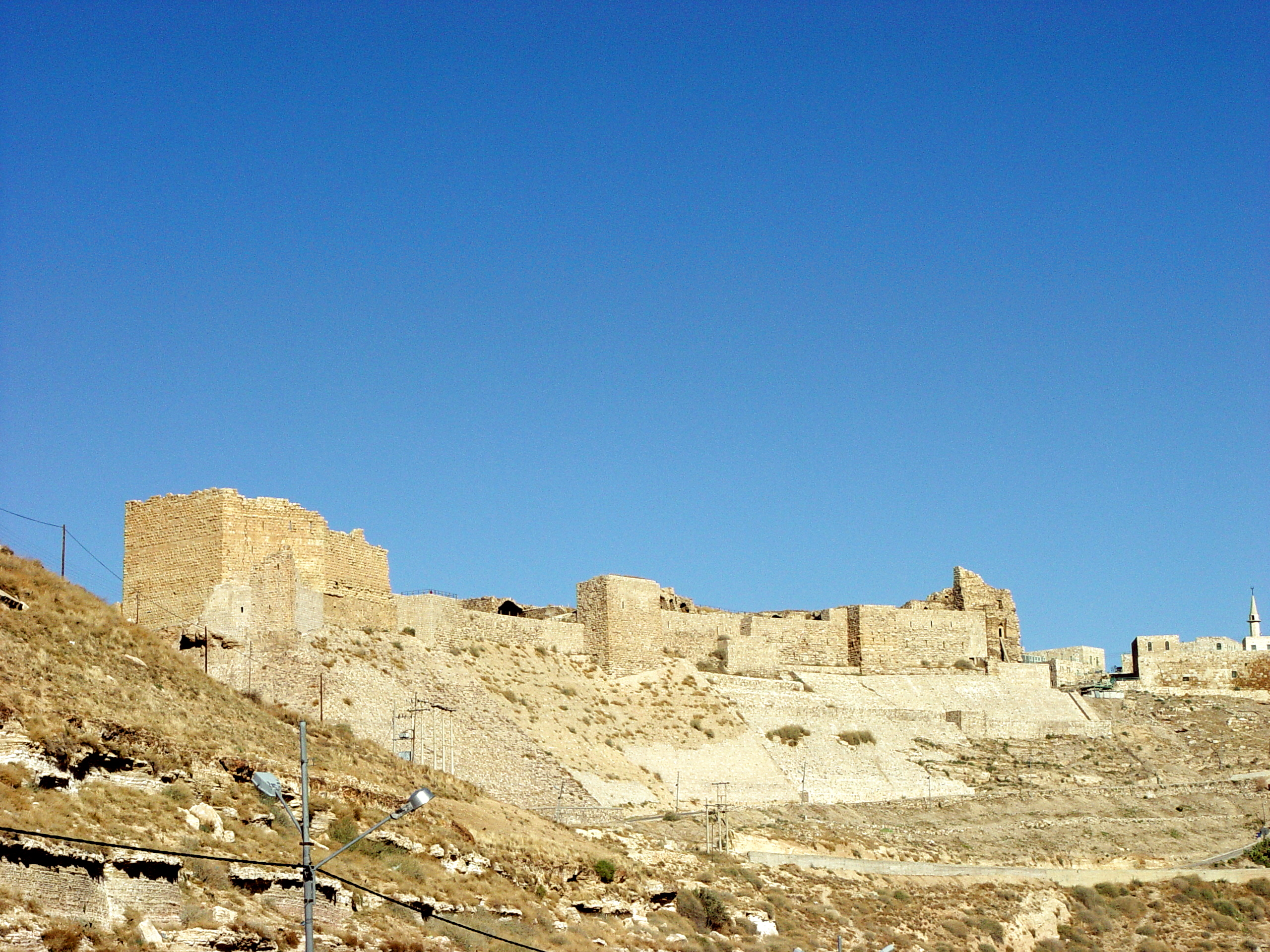
1294年、ナースィル・ムハンマドはカラクに追放された。

ナースィル・ムハンマド（アラビア語:الملك الناصر ناصر الدين محمّد بن الملك المنصور قلاوون الألفي الصالحي, 転写:al-Malik an-Nāṣir Nāṣir ad-Dīn Muḥammad b. al-Malik al-Manṣūr Qalāwūn al-Alfī as-Ṣāliḥī, 1285年3月24日 - 1341年6月7日）は、バフリー・マムルーク朝の第10代（在位:1293年 - 1294年）・13代（在位:1299年 - 1309年）・15代（在位:1310年 - 1341年）スルタン。即位名により略して الملك الناصر محمّد al-Malik an-Nāṣir Muḥammad とも呼ばれる。

## 生涯
父は第8代スルタンのカラーウーン。兄は第9代スルタンのアシュラフ・ハリールである。1293年に兄が家臣に暗殺されたため、後を継いだ。ところが10歳にも満たない幼少の身で強力な後ろ盾も無かったため、翌年には幼少のムハンマドの下で実権を握っていたモンゴル人のマムルークであるアーディル・キトブガーにスルターン位を奪われてしまった。
しかしキトブカー、そしてその後を継いだマンスール・ラージーン共に失政を重ねて短期間で没落し、1299年には復位することになった。ムハンマドは自らの権力を固めるために子飼いのマムルークを登用・育成しようとするが、これが父や兄時代から仕えていた古参のマムルークから反対の動きが起こり、ムハンマドの後見役だったはずのムザッファル・バイバルスを擁立する動きを見せた。これに脅威を感じたムハンマドはメッカ巡礼を口実にカラクに逃れ、スルターン位を明け渡した（実質上の廃位）。
だがムザッファルも失政を重ね、それを見たムハンマドは反対派を結集して蜂起して1310年1月（ヒジュラ暦709年シャアバーン12日）にダマスカスに入城、翌2月（同ラマダーン16日）にはカイロを奪還してムザッファルら自らの反対派を徹底的に粛清した上で復位を果たした。2度の廃位と3度の復位という経験から、ムハンマドはスルターン権力の強化を慎重かつ柔軟に行ない、また複雑な税制整備やイクター制の整備、エジプト総督や財務庁長官（ワズィール）を廃止してその権限を回収するなどの改革を行なって内政改革に成功した。人事でも名臣といわれたアブ・アル＝フィダを登用し、彼を中心にしてイルハン朝の軍勢に勝利している。外交では敵対勢力だったジョチ・ウルス、さらに宿敵のイルハン朝と和睦してその文化を導入するなどした。このため、バフリー・マムルーク朝はムハンマドの時代に全盛期を迎えるに至った。
晩年のムハンマドは奢侈に走って財政を傾かせた。また、政権基盤の強化から周囲の支持をとりつけるために過度に恩赦を与えるなどしたためマムルークの力が強大になってしまった。このため1341年にムハンマドが57歳で死去するとたちまち有力マムルークが後を継いだ子のマンスール・アブー＝バクルを暗殺して権力闘争を展開し、ムハンマドの息子たちは有力マムルークやアミールの傀儡として利用されることになった。その結果、ナースィル没後からブルジー・マムルーク朝に交替する42年間に彼の8人の息子・2人の孫・2人の曾孫（復位も含めてのべ13名）が相次いでスルターンに擁立されることになった。

## 関連文献
- 大原与一郎 『エジプトマムルーク王朝』 近藤出版社、1976年
- 佐藤次高 『西アジア史 1 アラブ』 山川出版社、2002年
- 五十嵐大介 『中世イスラム国家の財政と寄進』 刀水書房、2011年、序論・第一部「ナースィル体制の崩壊」